# Pat the Cope Gallagher
 (février 2019).
Patrick "the Cope" Gallagher (né le 10 mars 1948) est une personnalité politique irlandaise membre du Fianna Fáil. Il est Teachta Dála (député) entre 1981 et 1997, entre 2002 et 2009 ainsi que depuis 2016. Il est Leas-Cheann Comhairle (vice-président du Dáil Éireann) depuis 2016. Il est député européen de 1994 à 2002 et de 2009 à 2014,.